# Saint-Charles Charenton Saint-Maurice Basket-ball
El St.Charles Basketball es un equipo de baloncesto francés con sede en la ciudad de  Charenton-le-Pont, que compite en la NM3, la quinta competición de su país. Disputa sus partidos en el Gymnase Tony Parker, los grandes partidos los disputa en el Stade Henri Guérin.

## Posiciones en liga
- 2009 - (11-NM2)
- 2010 - (6-NM2)
- 2011 - (5-NM2)
- 2012 - (7-NM2)
- 2013 - (9-NM2)
- 2014 - (12-NM2)
- 2015 - (-NM3)
- 2020 - (10-NM3)
- 2021 - (Cancelada-NM3)
- 2022 - (3-NM3)

## Palmarés
- Campeón Pro B - 1932
- Campeón Copa  Val de Marne - 1968,1970,1972,1973,1975,1977,1978,1979,1980,1981,1984,1985,1989,2005
- Campeón Val de Marne - 1997,2010
- Campeón FSCF - 1978,1979,1982
- Campeón de Francia Honor  - 1959
- Campeón FGSPF - 1933,1934,1938,1939,1942,1943.1944